# Eva Gårding
Eva Maria Gårding, född Lundius den 14 juli 1920 i Landskrona, död den 1 januari 2006 i Lunds Allhelgonaförsamling, var en svensk språkforskare och professor i fonetik vid Lunds universitet mellan 1980 och 1986.
Gårding började sin akademiska bana förhållandevis sent, och arbetade till en början som lärare i moderna språk. Hon disputerade i fonetik vid Lunds universitet 1967 med avhandlingen Internal Juncture in Swedish och blev professor i fonetik i Lund 1980.
Gårdings forskning var i synnerhet inriktad mot prosodi, främst inom svenska, men även inom engelska, franska, grekiska, ungerska, kinesiska och kammu. Hennes forskning inom svensk prosodi behandlade i synnerhet svenskans ordaccenter och deras dialektala variation, och hennes forskning tillsammans med Gösta Bruce ligger till grund för det som brukar kallas för ”lundamodellen” inom prosodiforskning. Inom svensk prosodi forskade hon även på intonation och frasering. Hon var också mycket intresserad av pedagogik och uttalsundervisning inom svenska som andraspråk och författade handböcker inom detta ämne.
Hon var gift med matematikern Lars Gårding från 1949 fram till sin bortgång. Eva Gårding är gravsatt i minneslunden på Norra kyrkogården i Lund.